# Clobetasolo propionato
Il clobetasolo propionato è un corticosteroide usato per sopprimere i sintomi di vari disturbi dermatologici compreso l'eczema e la psoriasi. È anche molto efficace per la dermatite da contatto causata dall'esposizione all'edera velenosa o alla quercia velenosa. Il clobetasolo appartiene alla classe europea IV (USA: I) dei corticosteroidi, che lo rende uno dei più potenti in commercio. È disponibile sotto forma di unguento e crema emolliente. Ha una potenza molto elevata e normalmente non dovrebbe venire utilizzato con bendaggi occlusivi o per un uso continuato di lungo periodo (oltre due settimane). È anche usato per trattare parecchie malattie autoimmuni compresa l'alopecia areata, la vitiligine e il lichen planus (noduli di pelle autoimmuni).
Il clobetasolo propionato viene commercializzato e venduto in tutto il mondo sotto numerosi nomi  compresi Clobex, Cosvate (India), Temovate (US), Olux, Tenovate, Dermovate, Clobesol (Italia) Dermatovate, Butavate, Movate, Novate, in Cina:  丙咪氯苯乳膏 (crema) e 复方丙酸氯倍他索搽剂 (liquido).